# Mundochthonius rossi
Mundochthonius rossi es una especie de arácnido  del orden Pseudoscorpionida de la familia Chthoniidae.

## Distribución geográfica
Se encuentra en el centro de Estados Unidos.